# Družina Temida
Družina Temida je družina asteroidov, ki jo prištevamo v skupino Hirajamovih družin. Asteroidi te družine se nahajajo v asteroidnem pasu med tirnico Marsa in Jupitra.
Asteroidi družine imajo srednjo oddaljenost od Sonca okoli 3,13 a.e. Družino sestavlja dobro definirano jedro večjih asteroidov, ki jih obkrožajo manjši.  Družina se imenuje po asteroidu 24 Temida, ki ga jeodkril 5. aprila 1853 italijanski astronom Annibale de Gasparis.
Asteroidi v tej družini imajo naslednje lastne elemente tirnice
- velika polos (ap) je med 3,08 in 3,24 a.e.
- izsrednost (ep) je med 0,09 in 0,22
- naklon tirnice (ip) je manjši od 3°

Družino sestavljajo asteroidi tipa C, ki imajo podobno zgradbo kot ogljikovi hondriti. Danes je znanih okoli 535  asteroidov te družine. 

Največji člani so:
- 24 Temida
- 62 Erata
- 90 Antiopa
- 104 Klimena
- 171 Ofelija
- 468 Lina
- 526 Jena
- 846 Liperta